# Туйреф
Туйреф (араб. الطويرف) — місто в Тунісі. Входить до складу вілаєту Ель-Кеф. Станом на 2004 рік тут проживало 2 895 осіб.